# روبرت س. هولاند
روبرت س. هولاند (بالإنجليزية: Robert C. Holland) هو اقتصادي أمريكي، ولد في 17 أبريل 1925، وتوفي في 3 يناير 2013 بسبب خرف.